# گرانیسترون
گرانیسترون (به انگلیسی: Granisetron)
رده درمانی: ضد استفراغ .
رده فارماکولوژیک: آنتاگونیست گیرنده سروتونین
اشکال دارویی: قرص، آمپول

## موارد مصرف
پیشگیری از تهوع و استفراغ ناشی از شروع و تکرار دوره‌های شیمی درمانی کانسر.

## مکانیسم اثر
گرانیسترون اثرات ضد استفراغ خود را، با اثرات آنتاگونیستی گیرندههای سروتونین، در انتهای اعصاب واگ (عصب واگ) و گیرنده‌های مرکزی آن در مرکز استفراغ اعمال می‌کند و بدین طریق با مهار کردن رفلکس استفراغ، از تهوع و استفراغ جلوگیری می‌کند

## عوارض جانبی
کلاً داروی کم عارضه‌ای است ولی عوارض گزارش شده آن سردرد، گیجی و یبوست هستند.